# Trisula pacifica
Trisula pacifica är en fjärilsart som beskrevs av Felix Bryk 1915. Trisula pacifica ingår i släktet Trisula och familjen nattflyn. Inga underarter finns listade i Catalogue of Life.